# IV koncert fortepianowy (KV 41)
IV Koncert fortepianowy G-dur (KV 41) − dzieło skomponowane przez jedenastoletniego W.A. Mozarta. Skomponowane w lipcu 1767 roku w Salzburgu.
Jest to jeden z młodzieńczych koncertów Mozarta, stworzonych na podstawie sonat innych kompozytorów, część pierwsza i trzecia według sonaty L. Honauera, część druga według sonaty Hermanna Raupacha. Koncert skomponowany został na instrument klawiszowy, dwa oboje, dwa rogi i sekcję smyczkową.

## CzęściKoncertu
1. Allegro (około 5 minut)
2. Andante (około 3 minut)
3. Molto allegro (około 3 minut)